# Clunia

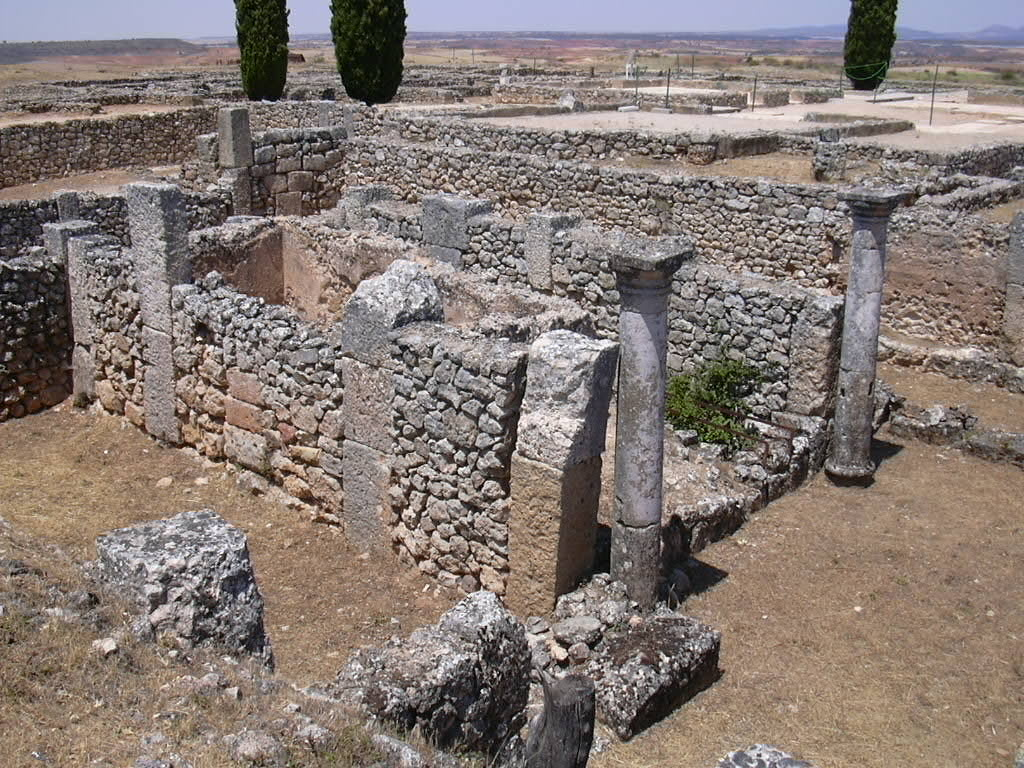
Aufstehende Gebäudereste in Clunia

Die antike römische Stadt Clunia (offiziell Colonia Clunia Sulpicia) war eine der größten und bedeutendsten Siedlungen in der Provinz Hispania Tarraconensis auf der Iberischen Halbinsel.

## Lage
Clunia liegt in einer Mulde der Hochebene des Alto de Castro im Süden der heutigen Provinz Burgos in einer Höhe von etwa 1030 m; der Río Arandilla fließt ca. 1 km südöstlich an der Römerstadt vorbei und gewährleistete ihre Wasserversorgung in Trockenzeiten. Die Ruinenstätte gehört heute zum Ortsteil Peñalba de Castro der Gemeinde (municipio) Huerta de Rey. Die Entfernung zur Provinzhauptstadt Burgos beträgt knapp 90 km (Fahrtstrecke) in nordwestlicher Richtung; die Stadt Aranda de Duero (Rauda) liegt etwa 35 km südwestlich. Die unter Denkmalschutz stehende Ortschaft Coruña del Conde, in deren Bauten viele Steine von Clunia wiederverwendet wurden, befindet sich nur etwa 2,5 km (Luftlinie) südwestlich.

## Geschichte

### Keltiberische und römische Zeit
Obwohl die Gründung der Stadt regelmäßig dem Kaiser Tiberius (reg. 14–37 n. Chr.) zugeschrieben wird, ist gesichert, dass unweit der Römerstadt bereits im 1. Jahrhundert v. Chr. eine keltiberische bzw. arevakische Siedlung mit Namen Cluniaco (oder Kolounioukou) existierte. Titus Livius berichtet, dass diese Siedlung, in der bereits Münzen geprägt wurden, vom Feldherrn Gnaeus Pompeius Magnus im Jahre 75 v. Chr. erobert und wenige Jahre später zerstört wurde.
Nach dem Ende des Kantabrischen Krieges (29–19 v. Chr.) ließ Kaiser Tiberius das an der Straße zwischen Saragossa (Caesaraugusta) und Astorga (Asturica Augusta) gelegene Clunia schöner und größer wieder aufbauen, um den Prozess der Romanisierung des Nordens der Iberischen Halbinsel zu fördern. Der Statthalter Galba zog sich im Jahr 68 am Ende der Herrschaft Kaiser Neros nach Clunia zurück und nahm hier die vom römischen Senat ausgesprochene Ernennung zum Kaiser entgegen. Eventuell erhielt Clunia nach Galbas Gentilnamen Sulpicius den Beinamen Sulpicia, der jedoch nur auf Münzen belegt ist.
Die Stadt, die spätestens unter Kaiser Hadrian den Status einer Colonia erhielt, entwickelte sich weiter und hatte zur Zeit ihrer Blüte in der ersten Hälfte des 3. Jahrhunderts etwa 30.000 Einwohner. In der zweiten Hälfte des 3. Jahrhunderts jedoch begannen der allmähliche, aber letztlich unaufhaltsame Niedergang der Stadt und gleichermaßen des Imperiums.

### Spätantike und Westgoten
Germanisch-fränkische Stoßtrupps und Heere stießen auf der Suche nach Beute oder nach einer neuen Heimat immer wieder in die Gegenden südlich der Alpen und der Pyrenäen vor. Clunia und andere Römerstädte Spaniens blieben auch in westgotischer Zeit bewohnt, wenngleich Einwohnerzahl und Lebensstandard weit von denen des 3. Jahrhunderts entfernt waren.

### Zeit der Mauren und die „Reconcista“
Aus der islamischen Epoche ist wenig über das Schicksal der Stadt bekannt; sie scheint sich entvölkert zu haben, denn im Jahre 912 erteilte der leonesische König García I. dem Grafen Gonzalo Fernández den Auftrag, sich um ihre Wiederbesiedlung (repoblación) zu kümmern. Die Neusiedler gründeten jedoch unweit eine neue Siedlung mit Namen Coruña del Conde, zu deren Bau sie Steine aus Clunia verwendeten.

## Archäologische Stätte
Die archäologische Stätte von Clunia war immer bekannt; sie wird jedoch erst seit dem 20. Jahrhundert intensiv erforscht. Ausgrabungskampagnen fanden in den Jahren 1915/16, 1931 bis 1934 und in den 1950er Jahren statt. Dabei wurde festgestellt, dass das ehemalige Stadtgebiet eine Fläche von insgesamt etwa 120 ha umfasste. Wenngleich nur wenige Skulpturen gefunden wurden, gehören die durchweg geometrischen Fußbodenmosaike zu den schönsten ihrer Art in Spanien.

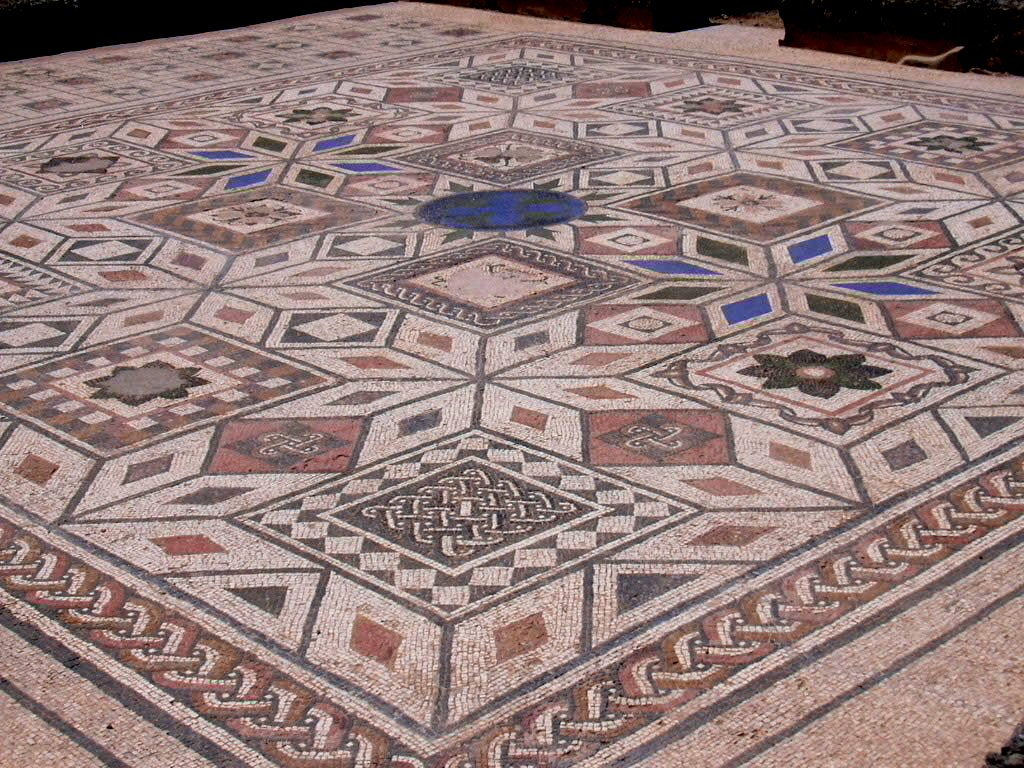
Geometrisches Mosaik

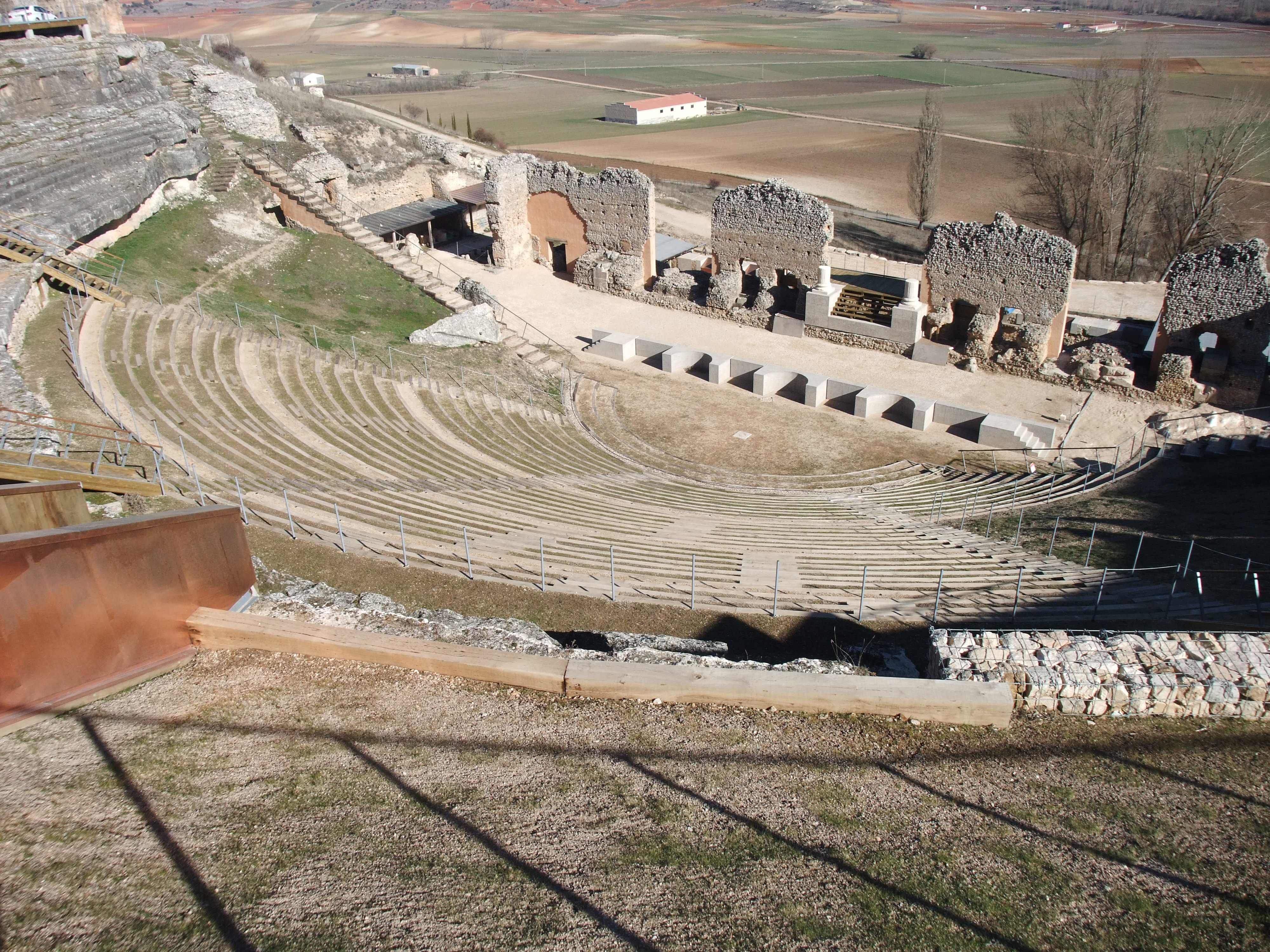
Römisches Theater von Clunia Sulpicia

- Das römische Forum mit seinem rechteckigen Grundriss lag am Kreuzungspunkt der beiden Hauptstraßen Cardo und Decumanus und bildete das wirtschaftliche, religiöse und politische Herz der Stadt. Es war von Portiken umgeben, deren Säulen jedoch verschwunden sind. Ein der römischen Göttertrinität von Jupiter, Juno und Minerva geweihter Tempel nahm eine der Schmalseiten ein. Wahrscheinlich befand sich hier auch die Stätte für die Kaiserverehrung. Dem Tempel gegenüberliegend erhob sich die Basilika; hier und unter den – wahrscheinlich überdachten und somit vor Sonne und Regen geschützten – Portiken wurden Waren ausgebreitet und Märkte abgehalten. Die Basilika diente auch als repräsentative Versammlungs-, Empfangs- und Gerichtsstätte. In der näheren Umgebung des Forums befanden sich die meisten Gaststätten (tavernae oder speluncae).
- Die Wohngebäude der Stadt umfassen ein breites Spektrum von Bauten – im Zentrum gab es aus Stein erbaute und mosaikgeschmückte Villen ebenso wie mehrgeschossige Mietshäuser. Aus Lehm oder Fachwerk errichtete Handwerksbetriebe aller Art, denen meist auch kleine Schlafstätten angegliedert waren, fanden sich hauptsächlich in den Randbezirken der Stadt. In manchen Fällen waren den Villen im Zentrum Geschäfte für exklusivere Waren (kostbare Stoffe, Gläser und Metallgegenstände etc.) vorgebaut.
- Die Thermen lagen ursprünglich in der Nähe des Forums; später wurde – wegen der Feuergefahr – außerhalb der Stadt ein neuer und größerer Thermenkomplex errichtet. Sie dienten der Körperpflege und waren gleichzeitig ein wichtiger gesellschaftlicher Treffpunkt jeder Römerstadt – hier wurden private und geschäftliche Dinge besprochen; außerdem konnte man sich hier Vergnügungen aller Art hingeben (Speisen und Wein, aber auch Spiel und Prostitution).
- Ebenfalls etwas außerhalb der Stadt in nordöstlicher Richtung lag der Friedhof (nekropolis). Hier wurden zwar nur wenige Grabbeigaben zutage gefördert, doch ein mächtiger Stumpf aus Gussmauerwerk (opus caementitium) ist noch weithin sichtbar. Er gehörte wahrscheinlich zu einem Grabmonument, dessen Verkleidung entfernt und anderweitig (z. B. zur Herstellung von Kalk) wiederverwendet wurde.
- An einem Abhang im Süden der Römerstadt liegt das Halbrund des wohl noch im 1. Jahrhundert n. Chr. entstandenen Theaters von Clunia Sulpicia, welches jedoch im 2. Jahrhundert so umgebaut wurde, dass hier auch Gladiatorenkämpfe etc. stattfinden konnten (vgl. Theater/Amphitheater von Lixus, Marokko). Gerade in der Provinz fanden klassische Theatervorführungen kaum ein Publikum, während komödiantische oder akrobatische Darbietungen eindeutig beliebter waren.

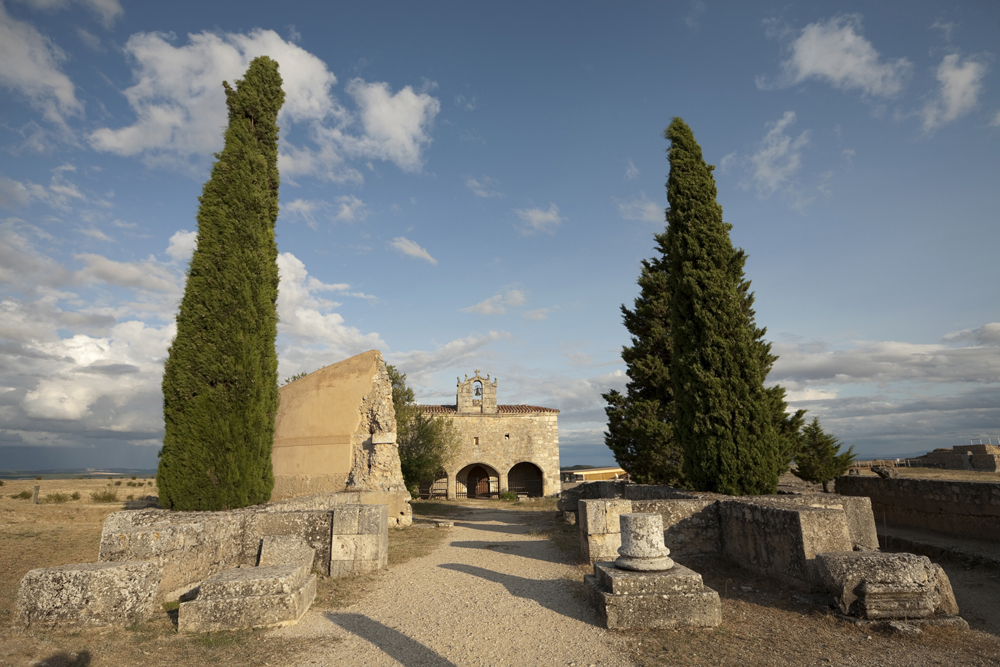
Ermita von Westen

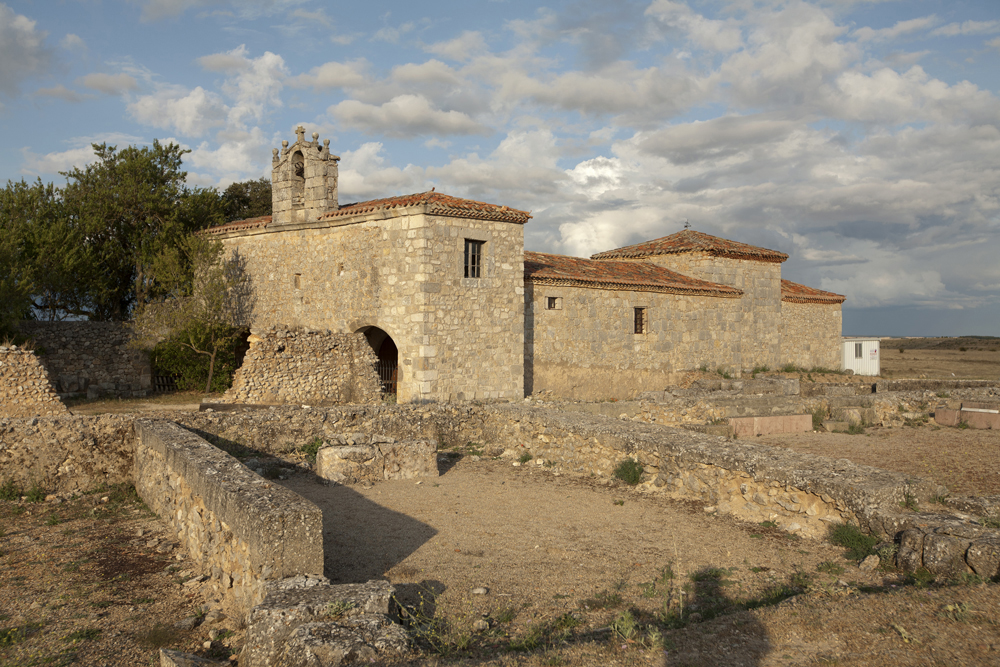
Ermita von Südwesten

## Einsiedelei
Im 16. oder 17. Jahrhundert wurde in unmittelbarer Nachbarschaft zu den Ruinen von Clunia eine Kapelle (Ermita de la Virgen de Castro) errichtet, für deren Bau hauptsächlich Steinmaterial aus der alten Römerstadt verwendet wurde. Die Kirche hat einen Portalvorbau (portico) bestehend aus drei Segmentbögen im Westen; darüber erhebt sich ein kleiner Glockengiebel (espadaña). Eine quadratische Apsis schließt den einschiffigen Bau nach Osten ab.